# Гюловица
Гюловата ракия, наричана още гюловица, е традиционна българска ракия, която се приготвя в района на Казанлък и Карлово.
За нейната направа са необходими цветове от маслодайна роза (гюл на турски език). Често се сервира с леки салати или десерти (например плодови кексове или сладолед).

## В литературата
Любен Каравелов пише за гюловата ракия в повестта си „Маминото детенце“:
- | „ | ...който не е пил казанлъшка гюлова ракия, — той нищо не знае, от нищо не отбира... | “ |